# Schellenberger Forst
Schellenberger Forst – obszar wolny administracyjnie (gemeindefreies Gebiet) w Niemczech w kraju związkowym Bawaria, w rejencji Górna Bawaria, w regionie Südostoberbayern, w powiecie Berchtesgadener Land. Teren jest niezamieszkany.